# Асатрян Ваагн Феліксович
Ваагн Феліксович Асатрян (вірм. Վահագն Ֆելիքսի Ասատրյան; 18 січня 1977, Касах, Наірійський район — 12 жовтня 2020, Гадрут, Нагірний Карабах) — вірменський військовий діяч, полковник Збройних Сил Вірменії, Національний Герой Вірменії (2020, посмертно).

## Життєпис
Народився 18 січня 1977 року в селі Касах Наірійського району Вірменської РСР .
Ваагн Асатрян брав участь у Другій карабаській війні, за участь у якій посмертно був удостоєний звання Національного героя Вірменії.
Загинув 12 жовтня 2020 року в місті Гадруті, регіон Нагірний Карабах.

## Нагороди та почесті
15 жовтня 2020 року Прем'єр-міністр Республіки Вірменія Нікол Пашинян подав клопотання Президенту Республіки про присвоєння полковнику Ваагну Асатряну посмертним званням Національного Героя. У той же день Указом Президента Республіки Вірменія Армена Саркісяна Ваагн Асатрян був посмертно нагороджений Орденом Вітчизни за видатні заслуги у захисті та безпеці Батьківщини, самовідданість під час бойових дій та удостоєний звання Національного героя Вірменії.

## Особисте життя
Був одружений, батько двох синів.